# Фери Фајерфлај
Фери Фајерфлај (енгл. Fairey Firefly) је британски ловачки авион. Авион је први пут полетео 1925. године. 

Највећа брзина у хоризонталном лету је износила 359 km/h. Размах крила је био 9,60 метара а дужина 7,52 метара. Маса празног авиона је износила 1083 килограма а нормална полетна маса 1490 килограма. Био је наоружан са спареним предњим митраљезима Викерс 7,7 мм.

## Наоружање
| Наоружање авиона: Фери         |     |
| Ватрено (стрељачко) наоружање  |     |
| Топ                            |     |
| Митраљез                       |     |
| Број и ознака митраљеза        | 2   |
| Калибар                        | 7,7 |
| Бомбардерско наоружање (бомбе) |     |
| Ракетно наоружање (ракете)     |     |